# 勝又浩
勝又 浩（かつまた ひろし、1938年7月24日 - ）は、日本の文学者、文芸評論家。法政大学文学部名誉教授。

## 略歴
神奈川県生まれ。法政大学文学部卒業。学部生時代に「山月記」を読んだことがきっかけで中島敦の研究に取り組み始める。卒論指導教官の小田切秀雄の薦めで大学院に進学し、研究者となる。「我を求めて―中島敦による私小説論の試み」で、1974年に群像新人文学賞評論部門を受賞する。2004年、『中島敦の遍歴』でやまなし文学賞を受賞する。法政大学文学部日本文学科教授を務め、『私小説研究』を刊行、2009年3月に退職し、名誉教授となる。
2016年、『私小説千年史 日記文学から近代文学まで』（勉誠出版）により第28回和辻哲郎文化賞（一般部門）を受賞する。
虎井まさ衛、池田雄一は教え子にあたる。「季刊文科」鳥影社・発行の編集委員でもある。

## 著書
- 『我を求めて 作家論集』講談社 1978
- 『求道と風狂』構想社 1985
- 『都市の常民たち 作家のいる風景』勉誠社 1994
- 『引用する精神』筑摩書房 2003
- 『中島敦の遍歴』筑摩書房 2004
- 『作家たちの往還』鳥影社（季刊文科コレクション）2005
- 『「鐘の鳴る丘」世代とアメリカ』白水社、2012
- 『私小説千年史 日記文学から近代文学まで』勉誠出版、2015
- 『山椒魚の忍耐　井伏鱒二の文学』 水声社、2018

### 編纂・監修
- 『中島敦』（編著）有精堂出版（Spirit作家と作品）1984
- 『中島敦』木村一信共編 双文社出版（昭和作家のクロノトポス）1992
- 『中島敦『山月記』作品論集』山内洋共編 クレス出版（近代文学作品論集成）2001
- 『日本文学研究文献要覧 2000-2004』梅澤亜由美と監修 日外アソシエーツ 2005.7
- 『文芸雑誌小説初出総覧 1945－1980』監修 日外アソシエーツ 2005.7
- 『文芸雑誌小説初出総覧 1981－2005』監修 日外アソシエーツ 2006.7
- 『文芸雑誌内容細目総覧 戦後リトルマガジン篇』日外アソシエーツ 2006.11
- 『文芸雑誌小説初出総覧 作品名篇』監修 日外アソシエーツ 2007.7
- 『大人読み『山月記』』増子和男、林和利共著 明治書院 2009.6
- 『日本文学研究文献要覧 2015～2019現代日本文学』梅澤亜由美 共監修. 日外アソシエーツ, 2020.7